# Mala santa (canción)
«Mala santa» es una canción de la cantante estadounidense Becky G. Fue lanzada por Sony Music Latin el 11 de octubre de 2019 como el quinto sencillo de su álbum de estudio debut, Mala santa (2019). La canción fue escrita por Gomez, Diselo Luian, Xavier Semper, Edgar Semper y Pablo Christian Fuentes, y producida por Luian junto a Mambo Kingz.

## Video musical
El video musical fue dirigido por Daniel Duran y Pedro Araújo, y se estrenó el mismo día que la canción en YouTube. El vídeo muestra a Gómez en diferentes escenas moviéndose al ritmo de la canción mientras el color de las escenas cambian de rojo, haciendo referencia al infierno, al blanco, simulando el cielo. Actualmente el vídeo cuenta con más de 50 millones de visitas en la plataforma.

## Certificaciones
| País   | Organismo certificador | Certificación | Ventas certificadas | Ref.  |
| ------ | ---------------------- | ------------- | ------------------- | ----- |
| México | AMPROFON               | Oro           | 30,000              | [ 3 ] |